# Stigma (boek)
Stigma is een misdaadroman geschreven door Hilde Eynikel, schrijfster van verschillende filmscenario's. Het boek werd in 2008 gepubliceerd door de uitgeverij Houtekiet.

## Scenario
Stigma speelt zich af in het voorjaar van 1985, een tijd dat er wereldwijd paniek heerst over het recent ontdekte hiv. Wanneer enkele seropositieve patiënten van het Instituut voor Tropische Geneeskunde in Antwerpen anonieme chantagebrieven ontvangen, wordt aanvankelijk gedacht aan een lek in eigen huis. Ook de behandelende arts Dubois wordt het slachtoffer van chantage. Wanneer de afpersingen uit de hand dreigen te lopen besluit men de politie in te schakelen. Op dat moment ontdekt dokter Dubois dat ze het slachtoffer werd van computercriminaliteit waarbij haar patiëntendossiers worden gemanipuleerd. Gelijktijdig wordt in de Congolese havenstad Matadi een aidspatiënt vermoord.